# Jaskinia pod Baranami
Jaskinia pod Baranami – jaskinia w Dolinie Chochołowskiej w Tatrach Zachodnich. Wejście do niej znajduje się w północnym zboczu Kominiarskiego Wierchu, między Kufą i Spadami, nad Halą Kominy Dudowe, na wysokości 1490 metrów n.p.m. Długość jaskini wynosi 23 metry, a jej deniwelacja 5 metrów.

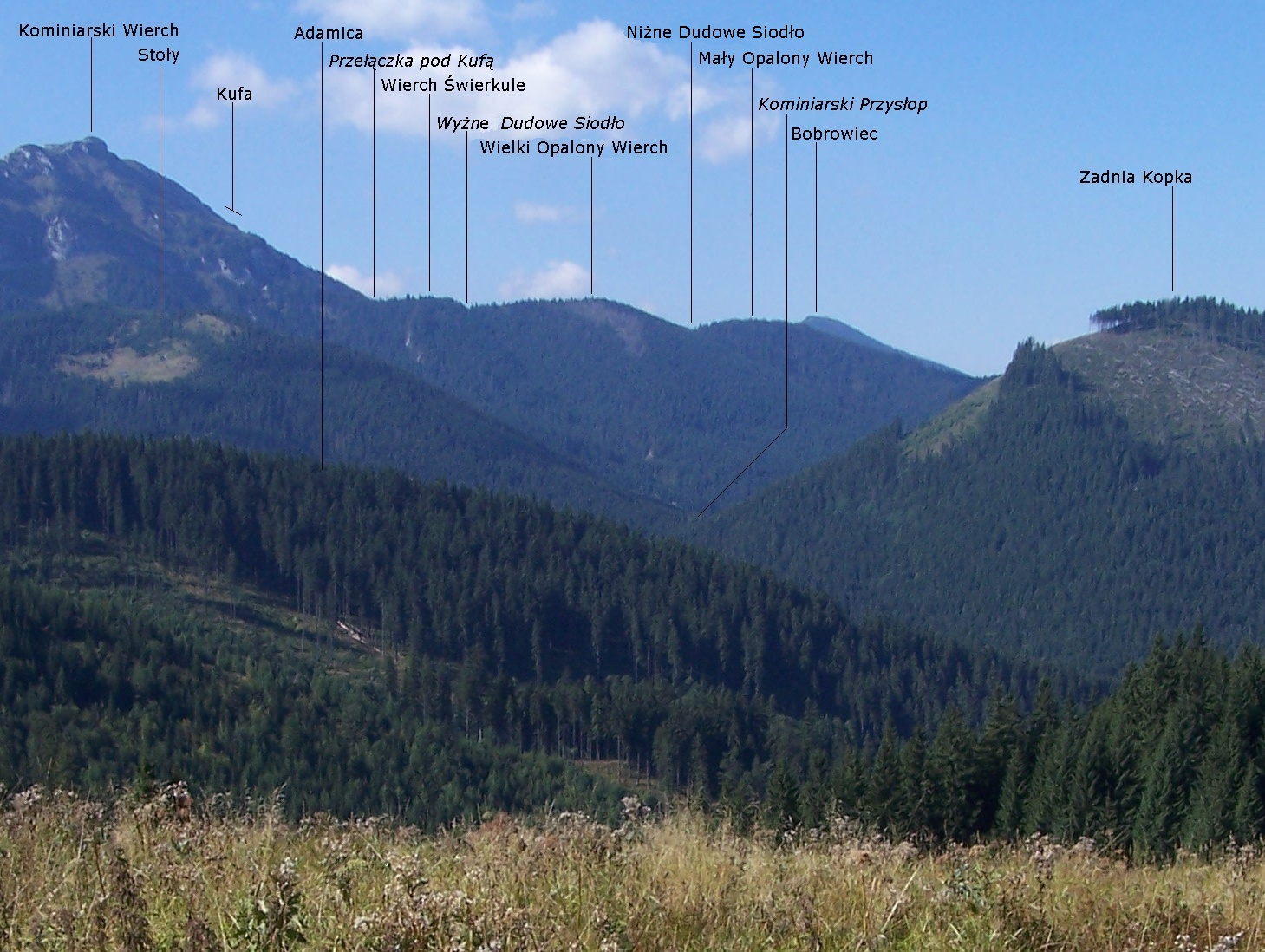
Po lewej stronie Kominiarski Wierch i Kufa

## Opis jaskini
Jaskinią jest wąski, idący w dół, korytarzyk, który idzie z obszernego otworu wejściowego i po około 11 metrach kończy się ślepo. W otworze, za prożkiem, jest jeszcze niewielka nyża.

## Przyroda
W jaskini nie ma szaty naciekowej. Trawa i mchy rosną do około 3 metrów w głąb od otworu.

## Historia odkryć
Jaskinia była zapewne znana od dawna. Jednak pierwszymi, którzy ją opisali byli Z. Biernacki, A. Wosiński i M. Żelechowski (zginął w 1971 roku w Jaskini Wielkiej Śnieżnej) ze Speleoklubu Częstochowa. Zbadali ją latem 1966 roku.